# Agroiconota bivittata
Agroiconota bivittata är en skalbaggsart som först beskrevs av Thomas Say 1826.  Agroiconota bivittata ingår i släktet Agroiconota och familjen bladbaggar. Inga underarter finns listade i Catalogue of Life.